# Michel Gaztambide
Michel Gaztambide (Ate, Valclusa, 1959) és un guionista basc d'origen francès.

## Biografia
Durant l'adolescència va viure a Pamplona i cap el 1983 es va establir a Sant Sebastià. Va començar a treballar com a guionista a Santa Cruz, el cura guerrillero (1990) de José María Tuduri, que va participar en la selecció Zabaltegui del Festival Internacional de Cinema de Sant Sebastià. El 1991 va dirigir el curtmetratge Vidas imaginarias (Premi al Millor Curt Basc al Festival de Bilbao) i col·laborà en el guió de Chatarra de Félix Rotaeta. Li arribaria el reconeixement el 1992 amb Vacas de Julio Medem, que fou nominada al Goya al millor guió original i va rebre la medalla del CEC.
Després va estar treballant com a guionista per les cadenes televisives ETB, TVE i Tele 5 en programes com Rifi Rafe, Comunicando, comunicando, Números rojos, El zoo humano, Aire, aire, Todo para un sueño, La gran oportunidad o Nadie es perfecto. El 2002 va escriure el guió de La caja 507 amb Enrique Urbizu, i el 2011 va guanyar el Goya al millor guió original amb Urbizu per No habrá paz para los malvados. També s'ha dedicat a la docència, i ha impartit màsters de guió i direcció, entre altres a la Universitat Pompeu Fabra, Universitat Politècnica de València i a la Universitat Carles III de Madrid i ha treballar en el guió de la sèrie Gigantes que des del 2018 s'emet a Movistar+.

## Guions
- Santa Cruz, el cura guerrillero (1990)
- Vacas (1992)
- La caja 507 (2002)
- La vida mancha (2003)
- No habrá paz para los malvados (2011)
- Gigantes (sèrie, 2018)

## Poesia
- Las aventuras de Máximo Tiratti (ed. Pamiela, 1989)
- Banderín de perversión (ed. Máquina de sueños, 1993)
- Ternura blindada (ed. Línea de Fuego, 1999)
- Moscas en los incunables (ed. Hucánamo, 2011)
- Autopsia del zombi*  (ed. Los Libros del Mississippi, otoño de 2023)

## Premis
Medalles del Cercle d'Escriptors Cinematogràfics
| Any  | Categoria            | Pel·lícula | Resultat  |
| ---- | -------------------- | ---------- | --------- |
| 1992 | Millor guió original | Vacas      | Guanyador |

XV Premis Goya
| Any  | Categoria            | Pel·lícula                     | Resultat  |
| ---- | -------------------- | ------------------------------ | --------- |
| 1992 | Millor guió original | Vacas                          | Nominat   |
| 2011 | Millor guió original | No habrá paz para los malvados | Guanyador |